# Ego (personaggio)
Ego il pianeta vivente (Ego the Living Planet), noto semplicemente come Ego, è un personaggio dei fumetti statunitensi pubblicati dalla Marvel Comics, ideato da Stan Lee (testi) e Jack Kirby (disegni). La sua prima apparizione è avvenuta in The Mighty Thor (Vol. 1) n. 132 (ottobre 1966).

## Biografia del personaggio
Nella cosiddetta Galassia Nera, una porzione di spazio sconosciuta ai terrestri, l'entità nota come Ego nacque come ogni pianeta, formandosi da polveri e gas cosmici coalescenti, ma sviluppò anche coscienza ed intelligenza come una sorta di Cervello di Boltzmann (in seguito, durante un incontro con Thor, Ego mentì per ragioni ignote sulla sua origine, dicendo di essere il risultato della fusione tra un umanoide ed un pianeta).
Il pianeta vivente si è dichiarato essere uno degli Antichi dell'Universo. Se Galactus fu il primo a raggiungere la consapevolezza nel nostro universo dopo che una parte di lui sopravvisse nella distruzione dell'universo precedente, Ego può essere stato il secondo.
Ego passò un'eternità nella Galassia nera, studiando l'universo al di là della sua porzione di spazio. Apparentemente Ego fu scoperto diverse volte dalla razza aliena dei Rigelliani, ma distrusse le loro navi prima che le scoperte fossero divulgate.
Ispirato dai Rigelliani, Ego decise di iniziare a colonizzare, creando umanoidi dalla sua sostanza e spedendoli a conquistare altri pianeti. Permise a Thor di passare indisturbato nella Galassia Nera, e cercò di usarlo come base per la creazione di anticorpi invasori, progettando di espandersi nel resto del cosmo. Il Dio del Tuono gli insegnò presto il concetto di sconfitta.
In seguito, mentre combatteva contro Galactus, il Divoratore di Mondi, Ego fu aiutato da Thor a respingere il suo attacco. Per sdebitarsi consentì ai profughi dei mondi precedentemente divorati da Galactus di stabilirsi sulla sua superficie. Non appena Thor se ne andò, Ego li consumò tutti.
Una porzione di lui fu prelevata dalla Rigelliana Tana Nile. Quella porzione si riformò in Ego-Primo, che si proclamò figlio di Ego e che combatté contro Thor.
Forse a causa di questo, Ego impazzì, e fu fermato solo grazie a Thor, Ercole, Firelord e Galactus, che posizionò una Unità di Propulsione Cosmica nel Polo Sud di Ego, spedendolo nello spazio.
Lentamente Ego riuscì a controllare l'unità mentalmente, e cercò Galactus per vendicarsi. Arrivato in prossimità della Terra, i Fantastici Quattro lo fermarono con l'aiuto del telepate L.R. “Skip” Collins. Danneggiato nella battaglia, Ego fu lacerato tra le forze gravitazionali tra lui e la Terra. Molto tempo dopo, assorbendo mentalmente dell'energia dal Sole, fu in grado di riformarsi attorno alla sua unità di propulsione e di lanciarsi fuori dal nostro sistema solare.
Ancora debole fu catturato dagli alieni Spettri Neri che furono fermati sulla sua superficie, mentre Ego pianificava di consumare loro ed i loro nemici, i Cavalieri Spaziali Seeker e Scanner. I Cavalieri Spaziali furono salvati dal loro compagno di squadra Rom, che bandì gli Spettri nella dimensione chiamata Limbo, ed Ego ricominciò a vagare affamato per l'Universo, dato che l'uso dell'unità propulsiva necessitava enormi quantità di energia.
Ego si alleò ai suoi compagni Antichi dell'Universo per uccidere Galactus e distruggere l'universo, per diventare i signori assoluti dell'universo successivo. Dato che Mantis cercava di mettere fine al loro piano, ed essendo lei all'epoca un essere puramente vegetale, gli Antichi si riunirono sulla superficie di Ego per elaborare il loro piano, così che lei non avesse un modo per trasferirsi mentalmente nei vegetali di quel mondo. Mantis chiese l'aiuto di Silver Surfer, che gli Antichi avevano già cercato di uccidere. Surfer e Mantis udirono il piano degli Antichi e combatterono contro Ego. Dato che la riunione successiva ebbe luogo sulla Terra, Ego non fu presente, e non partecipò nemmeno alla messa in pratica del piano degli Antichi, che comunque fallì. Pochi mesi dopo Ego rintracciò Silver Surfer e cercò di assorbire la sua energia per vendicarsi delle azioni di Galactus, oltre che per scoprire il modo di rimuovere l'Unità di Propulsione Siderale (che Ego considerava come un corpo estraneo), ma Silver Surfer riuscì a fuggire.
Ego vagò tra le stelle in cerca di sostentamento per alimentare l'unità. Si imbatté in una flotta di alieni che stava cercando un pianeta su cui stabilirsi e cercò di assimilarli. La flotta era però difesa da Beta Ray Bill, che riuscì a bloccare Ego. Il pianeta vivente raccontò la sua storia e promise di non fare del male alla sua gente se avessero distrutto l'unità. La flotta lo fece ed Ego gli offrì di stabilirsi sulla sua superficie. Non avendo dimenticato la distruzione di decine di navi nell'attacco si rifiutarono, ed Ego cercò di distruggerli. Beta Ray Bill li difese e lasciò l'orbita di Ego, promettendo di creare una rete di segnalatori che avrebbero indicato la presenza di Ego nelle vicinanza, in modo da lasciare Ego da solo per l'eternità. Diversi mesi dopo, Ego fu esaminato da un Celestiale che era nato dalla distruzione della Galassia Nera. Sul posto era anche presente l'Alto Evoluzionario, che esaminava Ego ed il Celestiale. Gli Asgardiani Lady Sif e Balder li raggiunsero in cerca di Thor, all'epoca scomparso. L'Alto Evoluzionario, che era ancora mentalmente instabile dal suo ultimo incontro con i Celestiali, spiegò che esistevano altri esseri come Ego. Infatti, poco dopo quel sistema solare fu invaso da una forma di vita organica immensa, che avvolse Ego. Sul posto arrivò una schiera di Celestiali pronti a giudicare Ego e la forma di vita soprannominata Super-Ego. Forse a causa dei Celestiali, Ego rimase intrappolato per diversi mesi in un bio-verso vivente.
L'Intelligenza Suprema usò i suoi immensi poteri mentali per risvegliare Ego, che uccise tutti gli abitanti di vari pianeti nel tentativo di poter far ritrovare loro la propria consapevolezza, ma non riuscendoci li distrusse tutti.
Le varie razze sconfissero Ego ed una nuova razza, i Ruul, ridusse Ego ad una “Egospora”, che fu imprigionata sulla Terra. In realtà i Ruul erano gli stessi Kree, evoluti dalla Suprema Intelligenza grazie al quasi onnipotente Cristallo dell'Eternità. L'Egospora fu trovata da due anziani coniugi americani, che credevano si trattasse di una sorta di super-bambino alieno. La Suprema Intelligenza sapeva che Ego sarebbe cresciuto ed avrebbe infine inglobato la Terra, e contava di trasformare il pianeta vivente in una potentissima arma Kree al suo servizio. Ronan l'accusatore, alleato dell'Intelligenza, assorbì parte del potere di Ego per rallentare gli eroi terrestri. Reed Richards, Tony Stark e Bruce Banner crearono un congegno in grado di assorbire l'Egospora basandosi sulla tecnologia Ruul, ed usarono Silver Surfer per alimentare il processo, mentre Ego si espandeva fino a ricoprire gran parte della Terra. L'energia cosmica di Silver Surfer si dimostrò inadatta al processo e Quasar si fece volontario. La macchina funzionò e l'Egospora fu assorbita dentro di lui. Impossibilitato a rilasciare Ego sulla Terra o nello spazio, Quasar dovette a malincuore abbandonare di nuovo la Terra. Anche se Reed Richards ed Henry Pym sono convinti di poter liberare Quasar dall'Egospora, la minaccia del pianeta vivente è tutt'altro che sventata.
Ego scopre di avere un fratello, "Alter-Ego", è stato lo Straniero a donargli una mente senziente, il pianeta per molto tempo è stato sotto la custodia, in "cattività", del Collezionista. I due fratelli si affrontano, lo Straniero aveva orchestrato tutti fin dall'inizio solo per testare una sua teoria: vedere se il più forte era Ego, vissuto in libertà, o Alter-Ego, costretto alla schiavitù. Alter-Ego attacca suo fratello, il quale per autodifesa reagisce e lo sconfigge, anche se Thor interviene impedendogli di distruggerlo completamente. Ciò che resta di Alter-Ego si trasforma in una sorta di "luna" che gira attorno alla traiettoria gravitazionale di Ego, così i due in un certo senso potranno restare insieme per sempre come una famiglia.
Ego viene infestato da insetti giganti, quindi Rocket Raccoon viene assunto dal pianeta vivente per sterminare i parassiti. Rocket riesce nel suo intento venendo ricompensato.

## Poteri e abilità
Ego è un pianeta vivente dal diametro di circa 6.700 km, con un controllo totale sulla sua intera massa fino a livello molecolare. È in grado di usare la sua stessa sostanza per creare tentacoli, sensori organici, crescita di piante e creare umanoidi. Può manipolare la sua superficie per far apparire un volto gigantesco, apparire un inospitale mondo morto o un paradiso per far stabilire dei viaggiatori spaziali sulla sua superficie, per poi assorbirli.
Ego possiede molti organi interni paragonabili a quelli di un normale organismo umanoide: enormi tunnel come arterie, percorsi da magma come sangue, un sistema linfatico di petrolio grezzo, un enorme organo simile ad un cervello molto al di sotto della sua superficie, organi digestivi che usa quando assorbe esseri viventi, ed un sistema immunitario che crea potenti anticorpi per distruggere gli esseri che resistono all'assorbimento. Gli anticorpi possono anche essere controllati da Ego a distanze interstellari. Ego può controllare anche la sua gravità, il suo campo magnetico e la sua atmosfera. Possiede anche enormi poteri psichici: telepatia e chiaroveggenza oltre la comprensione umana, e può assorbire parte dell'energia delle stelle.
Inoltre, Ego usa un'Unità di Propulsione Siderale per muoversi tra le stelle, anche se il dispositivo usa una gran quantità di energia. Come Antico dell'Universo, Ego non può morire.

## Altri media

### Televisione
Ego il pianeta vivente appare in:
- I Fantastici Quattro.
- Silver Surfer.
- Super Hero Squad Show.
- Hulk e gli agenti S.M.A.S.H..

#### Marvel Cinematic Universe
Ego il pianeta vivente compare all'interno del Marvel Cinematic Universe, interpretato da Kurt Russell.
- Ego viene menzionato in Loki (2021) e She-Hulk: Attorney at Law (2023).
- Ego appare in What If...? (2021).

### Cinema

#### Marvel Cinematic Universe
Ego il pianeta vivente compare all'interno del Marvel Cinematic Universe, interpretato da Kurt Russell.
- Ego appare per la prima volta come antagonista principale nel film Guardiani della Galassia Vol. 2 (2017). In questa versione del personaggio è il padre di Peter Quill, alias Star-Lord (il leader della squadra dei Guardiani della Galassia e uno dei protagonisti del film). Afferma di essere un Celestiale, ma viene rappresentato comunque come il pianeta vivente che è nei fumetti.[2] Nato in totale solitudine, si mise alla ricerca della vita in giro per la Galassia, ma trovandola deludente decise di praticare un fenomeno da lui definito "Espansione", ossia impiantare degli speciali semi (in realtà estensioni di se stesso) su ogni pianeta esistente. Resosi però conto di aver bisogno di un altro Celestiale, procreò un figlio con una donna di ogni razza nella Galassia, nella speranza di avere un figlio portatore dei suoi geni, incaricando poi il leader dei Ravager Yondu Udonta di portargli tutti i suoi discendenti. Quest'ultimo però si rifiutò di obbedirgli ulteriormente dopo aver scoperto che Ego uccise tutti i suoi figli in quanto non portatori del gene (con l'eccezione di Mantis, anche lei sua figlia, in quanto i suoi poteri telepatici gli erano utili per calmarsi e addormentarsi), e per questo rapì dalla Terra Peter Quill per poterlo crescere come figlio suo, inconsapevole del fatto che Quill fosse l'unico della prole di Ego ad avere ereditato i suoi poteri. Dopo aver passato anni alla ricerca di Quill, riesce infine a trovarlo e si guadagna la sua fiducia dopo avergli dimostrato che egli possiede i poteri dei Celestiali, ma poi, dopo che Ego rivela accidentalmente di aver ucciso la compagna umana Meredith Quill in quanto si stava effettivamente innamorando di lei, Star-Lord si rivolta furiosamente contro di lui. I due allora ingaggiano un duello al termine del quale Peter, con l'aiuto dei suoi compagni di squadra, riesce ad sconfiggere il padre facendo esplodere una bomba nel suo cervello, uccidendolo definitivamente.
- Ego viene menzionato in Avengers: Infinity War (2018) e Guardiani della Galassia Vol. 3 (2023).